# Adriano Comneno
Adriano Comneno (en griego: Ἁδριανὸς Κομνηνός, lit. 'Adrianòs Komnenós'; en latín: Adrianus Comnenus) fue un aristócrata y general bizantino, hermano menor del emperador Alejo I Comneno (1081-1118). Elevado al cargo de protosebasto y doméstico de las escolas de Occidente, participó en las campañas contra los invasores normandos acaudillados por Roberto Guiscardo y Bohemundo y en las embestidas contra los pechenegos. Mandó un contingente franco en la desastrosa batalla de Dristra.

## Biografía

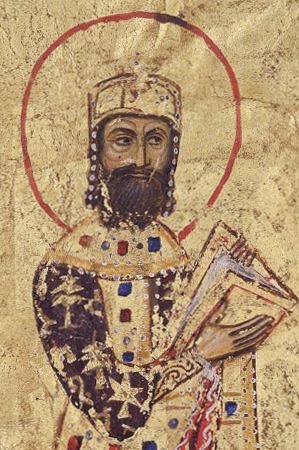
Miniatura de Alejo I Comneno (r1081–1118)

Adriano Comneno fue el cuarto y penúltimo hijo del doméstico de las escolas Juan Comneno, hermano menor del emperador Isaac I Comneno (1057-1059) y de Ana Dalasena. Según el historiador Nicéforo Brienio, después de la muerte de su padre, Ana confió a Adriano y a su hermano menor Nicéforo a unos tutores, que les dieron una educación enciclopédica. Después del ascenso al trono de Alejo en el 1081, se le otorgaron a Adriano la nueva dignidad de protosebasto y los rendimientos de la península de Casandra, en la Calcídica. Se le confiaron también mandos militares en las campañas de 1082-1083 contra los normandos de Roberto Guiscardo y Bohemundo en Tesalia. En el 1086, sucedió a Gregorio Pacoriano en el cargo de doméstico de las escolas de Occidente, y en 1087, luchó en la batalla de Distra contra los pechenegos al mando de un contingente mercenario franco, en el centro bizantino. La batalla terminó en derrota desastrosa, y Adriano no fue capturado por poco. en la Alexiada se afirma que participó en la campaña contra los pechenegos de 1091 (junto con el protoestrator Miguel Ducas, supervisó la construcción de un puente sobre el río Evros), pero no se menciona que combatiese en la decisiva batalla de Levounion.
Poco después, Adriano tuvo una gran desavenencia con su hermano mayor el sebastocrátor Isaac afirmaba que Adriano era el responsable de las acusaciones de conspiración contra el emperador que se habían hecho contra su hijo Juan, gobernador de Dirraquio. En 1094, Adriano presidió el tribunal que juzgó a Nicéforo Diógenes, hijo del emperador Romano IV Diógenes (1068-1071) que había intentado asesinar el emperador. El mismo año, aparece como participante en el sínodo que condenó a León de Calcedonia. La fecha de su muerte es incierta: la fecha comúnmente aceptada procede de un manuscrito que indica que se retiró a monasterio con el nombre de Juan y falleció el 16 de abril de 1105. Basil Skoulatos, sin embargo, duda de la veracidad de esta información, puesto que el nombre de Adriano no aparece en la lista de muertos en el tipicon Cecharitomeno (escrito hacia el 1118), pero sí en el tipicon Pantocrator del 1136. Así, Skoulatos fija la muerte de Adriano entre 1118 y 1136.

### Familia
Adriano se casó con la porfirogéneta Zoé Ducena, tercera hija del emperador Constantino X Ducas (1059-1067) y de Eudoxia Macrembolitissa. Algunos expertos, entre ellos Paul Magdalino, Jean-Claude Cheynet y Konstantinos Varzos, identifican a Adriano y Zoé con el Juan Comneno y la Ana «de los Ducas» (que se supone era el nombre monástico de Zoé) que aparecen mencionados en inscripciones tumulares en la Iglesia de Pamacaristo en Constantinopla como los fundadores de la iglesia, junto con sus descendientes. De ser esto así, los hijos de Adriano y Zoé fueron:

- Eudoxia Comnena, que desposó a Alejo Tarcaniota;
- Andrónico Comneno, que casó con Eudoxia Ducena;
- Alejo Comneno, sebasto. Fue novio de Irene Axuchina y se casó con Irene Sinadena:
  - Ana Comnena, casada con Alejo Paleólogo (bacido hacia el 1100);
    - Jorge Paleólogo (1125-1267), casado con la princesa Aspas de Osetia (hija del rey Davi IV de Osetia);
      - Irene Paleólogo, casada con el emperador bizantino Isaac II Ángelo (1185-1195; 1203-1204) y
- Adriano Comneno, que se hizo monje.